# Вальдес и Флорес, Каэтано
Каэта́но Вальде́с и Фло́рес Баса́н и Пео́н (исп. Cayetano Valdés y Flores Bazán y Peón; 28 сентября 1767, Севилья — 6 февраля 1835, Сан-Фернандо, Андалусия) — испанский адмирал и государственный деятель.

## Биография
На службу в испанский флот Вальдес поступил в 1781 году. В 1792 году принял участие в экспедиции к острову Ванкувер. В 1797 году он уже командовал кораблём «Пелайо», находясь в составе эскадры адмирала Кордовы, и участвовал в несчастном для испанцев бою при мысе Сан-Висенте. В том же году Вальдес защищал Кадис против адмирала Нельсона.

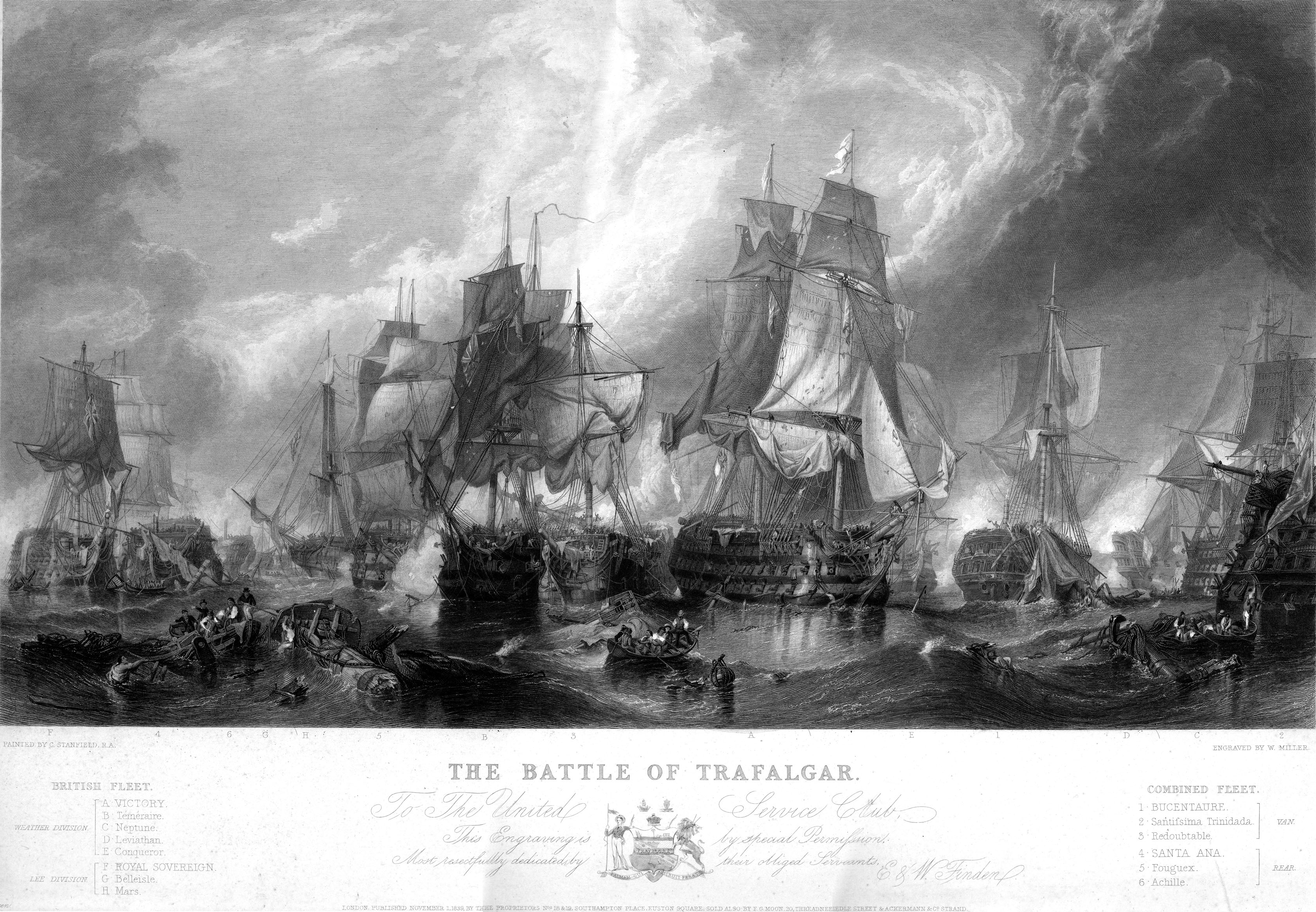
Трафальгарское сражение

В 1805 году, в бою при Трафальгаре, командуя кораблём «Нептуно», Вальдес заметил, что союзный французский адмирал Дюмануар оттеснён с места сражения на север; Вальдес при содействии нескольких других кораблей бросился на помощь к двум отрезанным англичанами своим судам и после отчаянного боя избавил их от плена и с ними вместе отступил к Кадису. В этом бою Вальдес получил до 17 ран.
В 1808 году, в чине контр-адмирала, Вальдес получил было назначение начальником эскадры и тронулся в Кадис, но французский генерал Мюрат, бывший тогда временным правителем Испании, не утвердил его назначения.
В это время вспыхнуло восстание против французского владычества; Вальдес встал на сторону инсургентов и участвовал в обороне Сарагосы. По отступлении французов на север Испании Вальдес был назначен командиром корпуса, расположенного в Астурии.
Когда в 1814 году на престол вернулся нелюбимый либеральной партией Фердинанд VII, Вальдес был сослан в замок Аликанте; здесь он находился до 1820 года, когда вновь вспыхнула революция, и, под давлением одержавших верх либералов, Фердинанд освободил Вальдеса из заключения и назначил его губернатором Кадиса. В сентябре того же года Вальдес был назначен военным министром, но пробыл им лишь несколько месяцев. Два года спустя Вальдес был избран членом палаты кортесов.
Когда вспыхнула вновь война с французами, за помощью к которым обратился король Фердинанд, не будучи в состоянии умиротворить страну, находившуюся в постоянном брожении из-за недовольства политикой своего короля, Вальдес стал во главе депутации, предъявившей Фердинанду требование переехать из Севильи в Кадис ввиду приближения французских войск. Фердинанд отказался исполнить это требование; тогда в стране было объявлено временное правительство, во главе которого стал Вальдес. Но Фердинанд вскоре вернулся в Кадис, и временное правительство сложило свои полномочия.
Вальдес был назначен начальником военного, морского и гражданского управлений Кадиса и деятельно принялся за приготовления к обороне, сосредоточив в городе гарнизон в 15 тысяч человек. Однако через два с небольшим месяца осады, 1 октября 1823 года Кадис капитулировал, сдавшись французской армии под начальством герцога Ангулемского.
Противившийся этому Вальдес был вынужден бежать и скрылся сначала в Гибралтар, а оттуда на английском военном судне был перевезён в Марокко. Но когда Испания стала требовать от султана Марокко Мулай Абд ар-Рахмана выдачи Вальдеса, который был признан государственным преступником и заочно приговорён к смертной казни, Вальдес бежал в Англию, где оставался до 1833 года.
По смерти Фердинанда королева-регентша Мария Кристина даровала политическим осуждённым амнистию, и Вальдес вернулся на родину. Отказавшись от участия в политической жизни страны, Вальдес был назначен главным капитаном испанского королевского флота, в каковом звании и умер в Сан-Фернандо под Кадисом 6 февраля 1835 года.